# Saiga Films
Saiga Films là hãng phim tư nhân Việt Nam thành lập năm 2009 bởi nhà sản xuất Phạm Việt Anh Khoa.
Các phim do Saiga Films sản xuất đã đoạt được một số giải thưởng tại Việt Nam bao gồm Cánh diều vàng 2012, giải Phim điện ảnh xuất sắc nhất và bốn giải thưởng cá nhân cho phim Thiên mệnh anh hùng (2012) và giải Bông sen vàng 2013 thể loại Phim truyện Điện ảnh cho phim Scandal - Bí mật thảm đỏ (2012).
Một số phim khác do Saiga Films sản xuất và hợp tác sản xuất bao gồm Giao lộ định mệnh (2010), Cô dâu đại chiến (2011), Hot boy nổi loạn (2011), Cô dâu đại chiến 2 (2014) được khán giả và các nhà phê bình điện ảnh đánh giá là các phim thành công của Điện ảnh Việt Nam đương đại  cũng như doanh thu phòng vé .